# Alexandre Sarr
Alexandre Dam "Alex" Sarr (Burdeos, 26 de abril de 2005) es un baloncestista francés que pertenece a la plantilla de los Washington Wizards de la NBA. Con 2,13 metros de estatura, juega en la posición de pívot. Es el hermano pequeño del también jugador profesional Olivier Sarr.

## Trayectoria deportiva

### Primeros años
Nacido en Burdeos, dentro una familia de jugadores de baloncesto, que posteriormente se trasladaría a Toulouse. Empezó a jugar baloncesto a los cuatro años.
En 2019 se unió al club español Real Madrid, donde jugó dos temporadas en el equipo cadete del club.

### Profesional
En 2021 se mudó a los Estados Unidos para unirse a la recién creada liga Overtime Elite en Atlanta, lo que le aseguró un camino profesional alternativo con un salario mínimo garantizado de al menos 100 000 dólares por temporada.
Jugó dos temporadas en la Overtime Elite, la primera con Team Overtime y la segunda con YNG Dreamerz. Fue incluido en el segundo mejor quinteto de la liga en 2022-23.
El 9 de mayo de 2023 firmó con los Perth Wildcats de la NBL Australia, uniéndose al equipo como parte del programa Next Stars de la liga para la temporada 2023-24. Terminó la temporada con promedios de 9,4 puntos, 4,3 rebotes, 1,5 tapones y 0,9 asistencias en 17 minutos por partido.
Fue elegido en la segunda posición del Draft de la NBA de 2024 por los Washington Wizards. Debutó en la NBA en el primer encuentro de la temporada ante Boston Celtics. Siendo titular desde el primer partido, fue nombrado rookie del mes de diciembre de la conferencia Este. Su mejor encuentro llegó el 15 de marzo de 2025 ante Denver Nuggets, al anotar 34 puntos y convertirse en el jugador más joven de los Wizards en alcanzar los 30 puntos.

### Selección nacional
Debutó con las selección júnior de Francia en 2021. Luego, en el Mundial Sub-17 de 2022 consiguieron el bronce y, al año siguiente, la plata en el Mundial Sub-19 de 2023, al perder la final ante España.

## Estadísticas de su carrera en la NBA

### Temporada regular
| Año     | Equipo     | PJ | PT | MPP  | %TC  | %3P  | %TL  | RPP | APP | ROB | TPP | PPP  |
| ------- | ---------- | -- | -- | ---- | ---- | ---- | ---- | --- | --- | --- | --- | ---- |
| 2024-25 | Washington | 67 | 67 | 27.1 | .394 | .308 | .679 | 6.5 | 2.4 | .7  | 1.5 | 13.0 |
| Total   | Total      | 67 | 67 | 27.1 | .394 | .308 | .679 | 6.5 | 2.4 | .7  | 1.5 | 13.0 |